# Tony Sanneh
Tony Sanneh  est un footballeur américain né le 1er juin 1971 à Saint Paul. Il évoluait au poste de défenseur.

## Carrière
International, il reçoit 43 sélections en équipe des États-Unis de 1997 à 2005. Il fait partie de l'équipe américaine lors de la Coupe du monde 2002. Il remporte notamment la Gold Cup 2005.
- 1994 :  Milwaukee Rampage
- 1994-1996 :  Thunder du Minnesota
- 1996-1998 :  DC United
- 1999-2001 :  Hertha BSC Berlin
- 2001-2004 :  1. FC Nuremberg
- 2004 :  Crew de Columbus
- 2005-2006 :  Fire de Chicago
- 2007 :  Thunder du Minnesota
- 2007 :  Rapids du Colorado
- 2009 :  Galaxy de Los Angeles[2],[3]

## Palmarès

### En sélection
- Vainqueur de la Gold Cup 2005 avec les États-Unis

### En club
- Vainqueur de la Coupe des champions de la CONCACAF en 1998 avec le DC United
- Vainqueur de la Copa Interamericana en 1998 avec le DC United
- Champion de MLS en 1996 et 1997 avec le DC United
- Vainqueur de la Coupe des États-Unis de soccer en 1996 avec le DC United et en 2006 avec le Chicago Fire